# 王禀
王禀（?—1126年），字正臣，王摶七世孫。北宋太原府人。
早年從軍。宣和元年（1119年），官至婺州觀察使，步軍都虞候。次年，改統制，參與鎮壓方臘起義。
靖康元年（1126年）六月，擔任建武軍節度使。靖康元年八月，完顏宗翰率西路軍進攻太原，太原宣撫使童貫望風而逃，東路軍到達燕山府，長驅直入，直逼東京汴梁城下。王稟統領宣撫司兵，與太原知府張孝純同守太原。西路軍堅攻太原二百五十餘日，「悉為王稟隨機應變，終不能攻」。糧乏城破，與金兵巷戰，身中數十創，攜長子王荀投汾河死。張孝純被俘。